# Ormosia solimoesensis
Ormosia solimoesensis là một loài thực vật có hoa trong họ Đậu. Loài này được Rudd miêu tả khoa học đầu tiên.